# 森田等价
在抽象代数中，森田等价（Morita equivalence）是定义在环之间的一个等价关系，这个等价保持许多环论性质。以日本数学家森田纪一命名，他在1958年定义了这个等价关系以及对偶性的一个类似概念。

## 动机
通常通过研究环上的模来研究环本身，因为模可以看成环的表示。每个环有自然的在自己上的 R-模结构，其模作用定义为环中的乘法，所以通过模的进路更一般，能给出有用的信息。因此，我们经常通过研究环上的模范畴来研究环。
森田等价便采取这种观点，自然地定义环等价如果它们的模范畴是等价的。

## 正式定义
两个环 R 与 S 称为森田等价如果 R 上的（左）模范畴 RM 与 S 上的（左）模范畴 SM 之间存在一个加性等价。
可以证明左模范畴等价当且仅当右模范畴是等价的。
等价可以刻画为：如果 F:RM {\displaystyle \to } SM 与 G:SM {\displaystyle \to } RM 是加性（共变）函子，则 F 与 G 是等价的当且仅当存在一个平衡的 (S,R)-双模 P 使得 SP 与 PR 是有限生成投射生成元与自然同构 {\displaystyle F\cong (P\otimes _{R}-)} 与 {\displaystyle G\cong \operatorname {Hom} _{S}(P,-).}

## 等价保持的性质
模范畴中等价的对象保持许多性质。取环作为特例，我们有等价的环保持下列性质。如果 R 与 S 是等价的环，那么 R
- 单
- 半单
- 诺特
- 阿廷
- 本原

当且仅当 S 满足相应的性质。另外，我们有 Cen(R) 同构于 Cen(S)，这里 Cen 表示环的中心，以及 R/J(R) 等价于 S/J(S)，这里 J 表示雅各布森根。
但是，森田等价不是同构。可以找到不同构但为森田等价的两个环，不过极其困难。森田等价蕴含同构的一个重要特例是交换环的情形。

## 例子
对任何 {\displaystyle n>0}，元素属于 R 的全矩阵环 Mn(R) 等价于 R。注意这推广了由阿廷-韋德伯恩定理给出的单阿廷环的分类。为了看出这个等价，注意到如果 {\displaystyle M} 是一个左 R-模则 {\displaystyle M^{n}} 是一个 {\displaystyle M_{n}(R)}-模，其模结构由将矩阵标准作用到向量上给出。这允许定义一个从左 R-模到左 {\displaystyle M_{n}(R)}-模范畴的函子。逆函子由实现定义：对任何左 {\displaystyle M_{n}(R)}-模存在一个左 R-模 V 以及一个正整数 n，使得这个 {\displaystyle M_{n}(R)}-模是由 V 通过上述方式得到的。

## 等价的判据
对任何从左 R-模范畴到左 S-模范畴的与直和交换的右正合函子 F，同调代数的一个定理指出存在一个 (S,R)-双模 E 使得 F 自然等价于 {\displaystyle E\otimes _{R}-}。这意味着如果 R 与 S 森田等价等且仅当存在双模 M 与 N 使得 {\displaystyle M\otimes N\cong R} 以及 {\displaystyle N\otimes M\cong S}。此外，{\displaystyle N\cong \operatorname {Hom} (M,S)}。

## 进一步的说明
与等价理论相对的是模范畴之间的对偶性理论，这时函子是反变的而不是共变的。这个理论，虽然形式上类似，但是却显著的不同，因为没有在任何环上的模范畴之间的对偶性，尽管可能对子范畴有对偶性存在。换句话说，因为无限维模一般不是自反的，对偶性理论更容易应用到诺特环上有限生成代数。也许不奇怪，上面的判据关于对偶性有一个类比，此时自然同构由 Hom 函子而不是张量函子给出。
森田等价也能对更复杂的结构定义，比如辛群胚与 C*-代数。在 C*-代数情形，需要一种更强的等价关系，称为强森田等价，因为额外的结构得到的结果在应用中非常有用。

## 在 K-理论中的重要性
如果两个环是森田等价的，则在相应的投射模范畴有一个诱导等价，这是因为森田等价保持正合序列（从而保持投射模）。因为一个环的代数 K-理论用环上的投射模范畴的神经的分类空间的同伦群定义（Quillen 进路），森田等价的环一定有同构的 K-群。